# 棋盤陰影錯覺
棋盤陰影錯覺是麻省理工學院教授Edward H. Adelson於1995年所發表。
該圖像文件描繪了白與黑的正方形棋盤。其中標記為A的格子看似比標記為B的格子顏色較深，但是它們實際上是完全一樣色階的灰色。
這兩個棋格的顏色完全一樣可以由以下方式證明：
- 將該圖像直接以繪圖軟體開啟，用取色功能直接確認。
- 利用紙板將這兩個棋格以外的部分都遮蔽之後，你將會只看到這兩個棋格所呈現的顏色，而不會被旁邊圖形視覺干擾。
- 將該圖像實際印出，只剪下該兩個棋格直接做比較。
- 利用光度儀測量

## 解釋
針對這個圖像所造成的錯視，Adelson教授做如下解釋：

- 人類的視覺系統會對所看到物體在真實世界的顏色做出判斷。在這種情況下，要確定陰影之下棋盤棋格的顏色，只從眼睛所接受的實際光線是不夠的。人類視覺系統使用了幾個技巧來進行補償，以確定表面灰“漆”的顏色。
- 第一個技巧是局部區域的對比。不論是否在陰影之下，比周圍區域較亮的棋格可能一般來說比較亮，反之亦然。所以在該圖像中，陰影中較亮的B棋格被其他較暗的棋格所包圍，即使眼睛實際接收光線較暗，但視覺感覺是比較亮。反之，光亮處的A期格被較亮的棋格所包圍，因此使它看起來比較暗。
- 第二技巧是基於陰影所產生的顏色變化通常具有較模糊的變化，而物體表面的漆（像是棋格上的顏色）通常具有明顯的邊緣。視覺系統會頃向於忽視逐漸變化的顏色差異，從而能確保判斷表面顏色時不會被陰影所誤導。在該圖中，中間陰影區看上去像一個影子，這是因為它的邊緣模糊並且造成影子的圓柱體是看得到的。
- 判斷棋格“漆”的顏色是由4個鄰接的棋格所包圍，這種類型的結合通常是一種暗示信號，即棋格邊緣的顏色改變才是“漆”的顏色改變，而棋格內部的顏色改變是陰影或照明的影響。
- 如同許多所謂的視覺錯覺，這種效果確實表明了人類視覺系統的成功，而不是故障。在作為一個物理測光儀的表現，人類視覺系統的確表現的不太好，但這不是它的目的。視覺系統的重要任務是將接受的光線訊號轉換成有意義的組件，並由此判斷在圖像中的對象的性質。